# تسونه‌نوری آئوکی
تسونه‌نوری آئوکی (انگلیسی: Tsunenori Aoki؛ زادهٔ ۱۹ اکتبر ۱۹۸۷) بازیگر، مدل (شخص) اهل ژاپن است.